# Ford Galaxy
Ford Galaxy este un MPV produs din 1995.

## Mk1 (1995-2000)
Galaxy a fost conceput ca un produs joint venture între Ford și Volkswagen Group.
La lansarea sa în 1995, Galaxy MK1 a fost disponibil în 3 nivele de echipare. Modelul Aspen a fost disponibil cu 5 sau 7 locuri cu motorul pe benzină 2.0 DOHC sau 1.9 TD cu intercooler alături de cutia manuală 5 trepte. 
caracteristicile standard au fost închiderea centralizată dublă, grinzi de impact laterale, geamuri electrice față și 2 puncte suplimentare de 12V în portbagaj.
Tapițeria GLX a fost disponibil doar în formatul de 7 scaune cu vârful gamei de motorizare 2.8i CD V6.
Modelul GLX oferea ABS, oglinzi și uși încălzite, airbag pe partea șoferului, încălzirea cabinei din spate și o prelată electrică și o trapă glisantă.
Modelul Ghia oferă aceeași propulsoare ca GLX. Dispobil cu 6 scaune caracteristicile oferite sunt controlul tracțiunii, închidere centralizată cu telecomandă, parbriz încălzit, jante aliaj, modul informații grafice, geamuri electrice față/spate și telecomandă radio cu control CD Changer.  

## Mk2 (2000-2006)
Cu un design major în 2000 Galaxy sa distanțat de platformele de la Grupul Volkswagen. Cu embleme diferite Ford Galaxy, Volkswagen Sharan, Seat Alhambra toate vizau aceeași piață.
Motorul emblematic a fost de 24 de supape 206 CP V6 de 2.8 litri. 
Motorul diesel de 1.9 litri era de 90, 115, 130 sau 150 de CP injecția de combustibil are presiune înaltă pentru a furniza un cuplu remarcabil, reducerea emisiilor de gaze de eșapament și reducerea consumului de combustibil. 
Gama de motoare a fost completată de motorul 2.3 litri DOHC cu îmbunătățiri pentru manevrabilitate mai bună și emisiile de noxe mai scăzute.
Transmisiile erau manuale cu 6 trepte și Select-Shift automate care permit schimbarea manuală secvențială dacă este necesar.   
O inovație majoră a fost noul sistem de stabilitate (ESP) ca dotare standard pe V6 și opțional pentru motorul diesel de 115 CP.

## Mk3 (2006-prezent)
În timp ce prima generație de Galaxy a fost un model de joint-venture a fost dezvoltat de Ford și este construit exclusiv la fabrica Genk din Belgia.
A treia generație de Galaxy a fost introdus la Geneva Motor Show 2006 și a fost vândut din iunie 2006 alături de Ford S-Max.  Este un model inferior față de Ford S-MAX.

### Caracteristici exterioare
Partea superioară a grilei frontale are acum trei bare orizontale înguste cu finisaj de crom (mai puțin în cazul în care vehiculul este prevăzut cu Pilot Automat Adaptativ). Partea inferioară este, de asemenea, prevăzută cu finisaje cromate pe versiunile Ghia și Titanium, pentru un aspect dinamic pronunțat.
Designul lămpilor din spate este un foarte bun exemplu de atenție pentru detalii în modelele Galaxy. Designul elegant este, de asemenea, mai eficient din punct de vedere energetic decât versiunea anterioară, mulțumită utilizării celei mai noi tehnologii LED.

### Caracteristici interioare
Ford Galaxy are o cabină care poate fi configurată în 32 de moduri diferite pentru flexibilitate maximă.
Are parbriz cu reflectare solară, climă controlată pentru scaunele de față, reglarea automată a oglinzii retrovizoare, controlul electronic dublu automat, încălzire Quickclear (parbriz, oglinzi, uși), buton de pornire Ford Power, Ford Key-Free System, frână de parcare electrică, Ford Fold Flat System, Human Machine Interface, Bluetooth cu control vocal, Adaptive Cruise Control cu Forward Alert, dispozitiv de limitare a vitezei, control dual automat electronic al temperaturii. 

### Performanță
Ford folosește motoarele proprii cele diesel sunt din familia Duratorq de 1.8 litri cu 100 CP sau 125 CP, cel 2.0 TDCi cu 130 sau 140 CP și versiunea de 2.2 TDCi pentru mai multă putere.
Motoarele Duratec pe benzină sunt cel de 2.0 litri cu 145 CP sau 2.3 litri cu 161 CP. Motorul EcoBoost pe benzină de 2.0 litri cu 203 CP care atinge 100 km/h în 8.5 secunde, viteza maximă este 213 km/h, emisiile de CO2 sunt 189 g/km și motorul respectă norma de poluare Euro 5.